# جائزة بريطانيا الكبرى 1953
جائزة بريطانيا الكبرى 1953 هو سباق فورمولا 1 أقيم بتاريخ 18 يوليو 1953 في حلبة سلفرستون، سيلفرستون، إنجلترا. كان السادس من أصل 9 في بطولة العالم لسباقات الفورمولا واحد موسم 1953. حلّ الإيطالي البرتو اسكاري أولا بينما جاء الأرجنتيني خوان مانويل فانجيو في المركز الثاني وحصل على المركز الثالث الإيطالي جوزيبي فارينا.